# Alâeddinova mošeja
Alâeddinova mošeja (turško Alâeddin Camii) je glavni spomenik na citadeli Konya v Turčiji. Stavba je služila kot " prestolna mošeja" za seldžuške sultane iz sultanara Rum in vsebuje dinastični mavzolej. Zgrajena je bila med sredino 12. do sredine 13. stoletja. Obe, citadela in mošeja nosita ime sultana Ala al-Din Kayqubada I. (Alâeddin Tepesi in Alâddin Camii).

## Mošeja
Po tipičnem postopku Seldžukov se je krščanska bazilika na tem mestu pretvorila v mošejo po zajetju mesta leta 1080. Večina gradbenega materiala in arhitekturnega ornamenta, vključenega v poznejšo obnovo, zlasti stebrov in kapitelov, je bila rešena iz te bazilike in drugih bližnjih bizantinskih struktur.
Dokazi o zgodnjem gradbenem programu izvirajo iz časa  Mesuda I. Napis datira konec, ebenovinast minbar na 1155; minbar je prvi datiran primer seldžuške umetnosti v Anatoliji. Večbarvni okvir mihraba in kupola zgoraj lahko sodita v to obdobje.
Kejkavus I. je začel velik obnovitveni program leta 1219. Spremenil je glavni vhod z zahoda proti severu, nasproti mihrabu. Dodal je monumentalno fasado na severni strani, s pogledom na mesto in obrnjeno proti palači. Na dvorišču je začel graditi marmornat grob. Delo na Kejkavsovi stavbi je bilo prekinjeno z njegovo smrtjo v istem letu, nato ga je nadaljeval njegov brat in naslednik Kejqubad I. Ta je spremenil nekaj bratovih napisov in zahteval izboljšave v mošeji zase. Leta 1235 je dodal veliko sobo, ki jo podpira 42 stebrov, vzhodno od mihraba.
Minaret, mmarmorni mihrab (1891) in vzhodna vrata, skozi katere vstopa v mošejo večina obiskovalcev, izhajajo iz osmanskega obdobja. Vzhodno krilo mošeje, zgrajene s ponovno uporabljenimi bizantinskimi in helenističnimi stebri, ima edinstveno odprtost in prostornost.

## Grobnice sultanov v mošeji
Dvorišče Alâdinove mošeje obsega dva monumentalna mavzoleja ali türbe. Po napisu na fasadi je Kilij Arslan II. zgradil desetstrano grobnico s stožčasto streho. Ta mavzolej je postal pokopališče dinastije Seldžukov in hiša sarkofagov osmih sultanov iz Ruma:
- Mesud I. (1156)
- Kilič Arslan II. (1196)
- Sulejmanšah II. (1204)
- Kejhüsrev I. (1211)
- Kejkubad I. (1236)
- Kejhüsrev II. (1246)
- Kilič Arslan IV. (1266)
- Kejhüsrev III. (1283).

Drugi mavzolej je začel graditi Kejkavus I., vendar je v času sultanove smrti ostal nedokončan (umrl 1219). Grobnica je osmerokotna in zgrajena iz marmorja. Ta nedokončan mavzolej je znan kot Adsız Türbe ali 'Anonimni mavzolej', ker so imena tistih, ki so pokopani, neznana. Mumificirana trupla so na ogled.

## Galerija
- Alâeddinova mošeja narisana leta 1849
- Notranjost
- Mihrab
- Kupola
- Minbar
- Napisi
- Vrata
- Preproga